# Demetrio Camarda
Demetrio Camarda (Dhimiter Kamarda), född 1821 i Piana degli Albanesi, död 1882, var en arberesjisk (albansk) lingvist med vetenskaplig kännedom om indoeuropeiska språk. Hans stora verk är albansk komparativ grammatik. Dhimiter har även lämnat ett viktigt bidrag i boken det allmänna albanska alfabetet publicerad 1869.